# Claus Reitmaier
Claus Reitmaier (Würzburg, 17 marzo 1964) è un ex calciatore tedesco, di ruolo portiere.

## Carriera

### Club
Reitmaier giocò per Viktoria Aschaffenburg, Wiener, Stuttgarter Kickers, Kaiserslautern, Karlsruhe, Wolfsburg, Borussia Mönchengladbach e Rot-Weiß Erfurt.
Nel 2005, passò ai norvegesi del Lillestrøm. Il 22 maggio debuttò nella Tippeligaen, nella vittoria per 2-1 sul Vålerenga.

## Palmarès

### Competizioni internazionali
- Coppa Intertoto UEFA: 1

Karlsruhe: 1996